# Dinga
Dinga é uma cidade do Paquistão localizada na província de Punjab.